# جرج آلوارز
جرج آلوارز (انگلیسی: Jorge Álvares؛ اواخر قرن پانزدهم– ۸ ژوئیه ۱۵۲۱) یک مکتشف جغرافیایی اهل پرتغال بود.